# Rudgölen, Södermanland
Rudgölen är en sjö i Katrineholms kommun i Södermanland och ingår i Kilaåns huvudavrinningsområde. Sjöns area är 0,004 kvadratkilometer och den befinner sig 83 meter över havet.